# Los Vélez
Los Vélez é uma comarca espanhola situada na província de Almeria, comunidade autônoma da Andaluzia. É formada por quatro municípios: Vélez Blanco, Vélez Rubio, Maria e Chirivel. Limita a sul com as comarcas do Vale do Almanzora e o Levante Almeriense. 
Teve o seu precedente histórico no Marquesado dos Vélez.